# My Policeman (film)
My Policeman is een dramafilm geregisseerd door Michael Grandage en ging in première op het Toronto International Film Festival in september 2022. De film is gebaseerd op de gelijknamige roman van Bethan Roberts.

## Plot
Brighton,  jaren 50. de jonge politieagent Tom voldoet aan alle verwachtingen van de mensen om hem heen, maar is instinctief op zoek naar meer. Als hij in de zomer op het strand de docente Marion ontmoet, is hij meteen door haar betoverd en krijgen ze een relatie. Als het stel korte tijd later bevriend raakt met Patrick, voelt hij zich ook tot hem aangetrokken. Met Patrick, een ervaren museumconservator, begint hij stiekem zijn seksuele identiteit uit te leven. De liefdesdriehoek hangt aan een zijden draadje en Tom wordt verscheurd door zijn gevoelens. Hij aarzelt tussen de oprechte liefde voor Marion en de passie voor Patrick. Het komt tot de eerste confrontaties tussen de drie. Decennia later hebben deze gebeurtenissen ernstige gevolgen voor Toms relatie.

## Productie

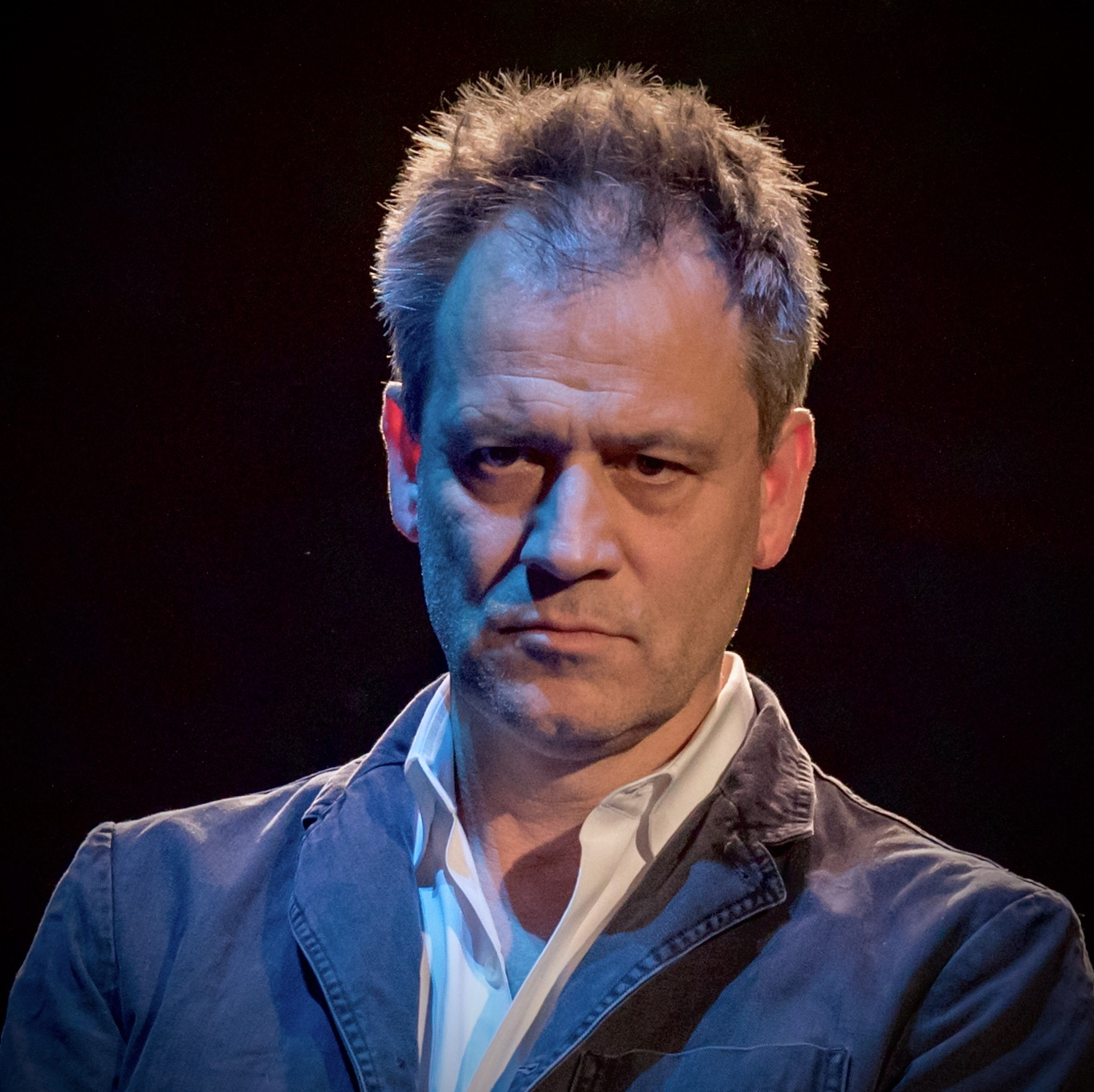
Regisseur Michael Grandage

De film is gebaseerd op de roman My Policeman uit 2012 van Bethan Roberts. Roberts kreeg lovende recensies voor zowel My Policeman als haar romans Still Water en Cook for a Summer uit 2008. Ze is geboren in Oxford en heeft gewerkt als televisieschrijver en productieassistent en doceerde creative writing aan de Chichester University en Goldsmith College.
De film werd geregisseerd door Michael Grandage, die voornamelijk werkt als theater- en operaregisseur, terwijl Ron Nyswaner het script schreef. My Policeman is de derde speelfilm van Grandage, na Genius en Red.

### Rolverdeling
Emma Corrin en Harry Styles spelen de hoofdrollen Marion Taylor en Tom Burgess, David Dawson speelt de curator Patrick Hazlewood. Een aantal decennia ouder worden ze gespeeld door Gina McKee, Linus Roache en Rupert Everett. Verder verschijnt Kadiff Kirwan als Nigel en Andrew Tiernan als Bert.
| acteur         | rol                      |
| -------------- | ------------------------ |
| Harry Styles   | Tom Burgess              |
| Emma Corrin    | Marion Taylor            |
| David Dawson   | Patrick Hazelwood        |
| Gina McKee     | oudere Marion Taylor     |
| Rupert Everett | oudere Patrick Hazlewood |
| Freya Mavor    | Julia                    |
| Kadiff Kirwan  | nigel                    |

Kort voor de première van de film werd Corrin de eerste non-binaire ster die op de omslag van het Amerikaanse Vogue-magazine stond. Corrin vertelde de manier te waarderen waarop de film zowel gaat over het verleden, als veel te zeggen heeft over de huidige tijd. Tijdens de productie van de film was er een golf van anti-LHBT-stemming en wetgeving, zowel in de Verenigde Staten als mondiaal. Corrin vertelt verder: "De film dealt met kwesties die duidelijk ongelooflijk wijdverbreid waren in de jaren '50, toen homoseksualiteit illegaal was, maar ik denk ook dat de film veel problemen aanpakt die vandaag de dag nog steeds veel voorkomen". In het najaar van 2022 werkten Corrin en Grandage opnieuw samen in een toneelbewerking van dedroman Orlando van Virginia Woolf in Londen.

### Filmmuziek en release
De filmmuziek is gecomponeerd door Oscarwinnaar Steven Price. Op 4 april verscheen het soundtrackalbum met in totaal 17 muziekstukken, uitgebracht in november 2022 door Milan Records
De eerste trailer werd medio juni 2022 uitgebracht. De film kwam uit op 21 oktober 2022 in sommige Amerikaanse bioscopen en werd wereldwijd uitgebracht op 4 november 2022 via Prime Video. De première vond plaats op 11 september 2022 op het Toronto International Film Festival. De film werd vertoond op het London Film Festival begin oktober 2022 en later die maand op het New York LGBTQ+ Film Festival NewFest en het Chicago International Film Festival.

## Ontvangst

### Leeftijdsclassificatie
In de VS kreeg de film een R-rating van de MPAA, wat overeenkomt met een 17+-classificatie. De Nederlandse Kijkwijzer, gaf een classificatie van 12 jaar.

### Reviews
De recensies van de film waren gemengd. Terwijl slechts 41% van de recensies op Rotten Tomatoes positief waren, was het publiek voor  96% positief.

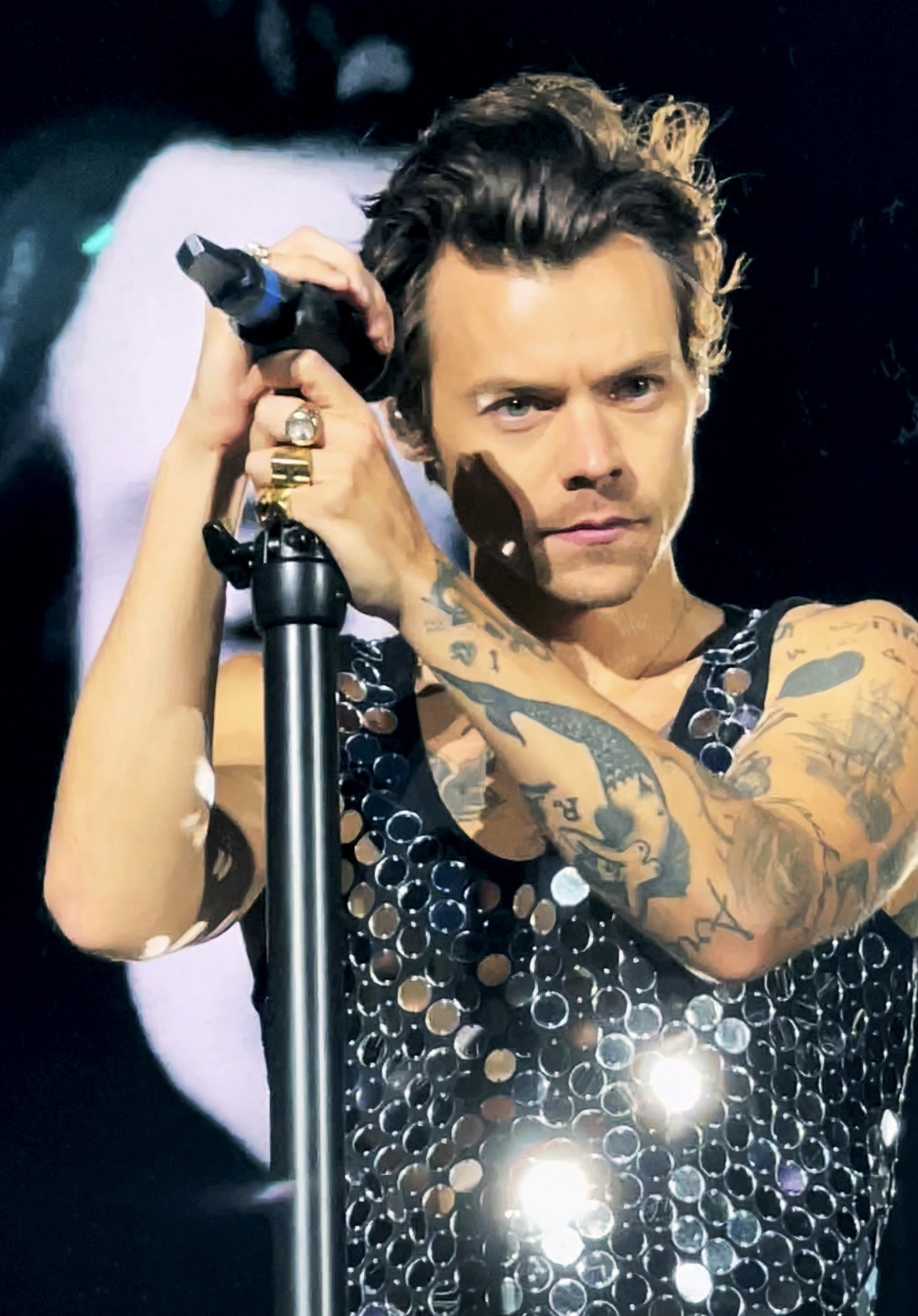
Brit Harry Styles, lid van boyband One Direction, speelt Tom Burgess

### Onderscheidingen
Internationaal filmfestival van Chicago 2022
- Nominatie in de OutLook-competitie

Het acterende duo ontving ook de "TIFF Tribute Award for Performance" op het Toronto International Film Festival.